# Orquestra Sinfônica de Phoenix
A Orquestra Sinfônica de Phoenix (em inglês:  Phoenix Symphony) é uma orquestra sinfônica baseada em Phoenix, no Arizona, Estados Unidos.

## História
A orquestra foi fundada em 1947 quando a cidade ainda tinha menos de 100 mil habitantes. Atualmente a orquestra apresenta-se para mais de 300 mil pessoas, oferecendo 275 concertos por temporada, que vai de Setembro a Maio.
Baseada no Phoenix Symphony Hall (inaugurado em 1972 e renovado em 2005, com 2.312 lugares), é composta por 76 músicos permanentes. A orquestra trabalha com um lucro anual de 10 milhões de dólares e recebe ajuda de corporações privadas, como da Secretaria de Arte e Cultura da Cidade de Phoenix.
A SInfônica oferece um repertório clássico e popular no centro de Phoenix e apresenta-se anualmente para mais de 70 mil estudantes em 265 escolas.
Os artistas convidados que passaram pela orquestra incluem Mstislav Rostropovich, Shlomo Mintz, Emanuel Ax, Van Cliburn, James Galway, Yo-Yo Ma, Midori, Itzhak Perlman, Isaac Stern, André Watts, Sarah Chang, Olga Kern, Karen Gomyo, e Pinchas Zukerman.
O atual diretor musical é Michael Christie, desde 2005.

## Diretores Musicais
- John Barnett (1947 - 1948)
- Robert Lawrence (1949 - 1951)
- Leslie Hodge (1952 - 1958)
- Guy Taylor (1959 - 1968)
- Philip Spurgeon (1969 - 1971)
- Eduardo Mata (1972 - 1978)
- Theo Alcantara (1978 - 1988)
- James Sedares (1989 - 1995)
- Hermann Michael (1997 - 2004)
- Michael Christie (2005)